# Let Me Tell You (Hans Abrahamsen)
Let Me Tell You ist ein Orchesterliederzyklus des dänischen Komponisten Hans Abrahamsen aus dem Jahr 2013 nach einem Text des Dichters Paul Griffiths (* 1947).  Das Werk ist eine Auftragskomposition der Berliner Philharmoniker mit Unterstützung des Statens Kunstfond.

## Literarische Vorlage
Der Text entstammt der Novelle Let Me Tell You aus dem Jahr 2008 von Paul Griffiths. Griffiths benutzte ausschließlich das aus 481 Wörtern bestehende Vokabular der Ophelia aus der Tragödie Hamlet von William Shakespeare. Diese Wörter fügte er einem zu neuen zu einem Monolog zusammen, in welchem Ophelias Seelenzustände offengelegt werden.
Abrahamsen und  Paul Griffiths mischen die 481 Wörter der Ophelia aus Shakespeares "Hamlet" neu.Die Gefühlszustände der Figur sollen ausgeleuchtet werden, ihre Ängste, ihr aussichtsloses Warten, aber auch die Ruhe, die sie aus dem Sprechen über all das am Ende gewinnt.
Ophelia geht nicht wie in Shakespeares Tragödie über den ihr untreuen Dänenprinzen ins Wasser, sondern ins ewige Eis. "Like walking in the snow" lautet eine Spielanweisung des Komponisten für den Schlagzeuger, der ein Blatt auf einer großen Trommel reibt, was einen so zarten wie eindringlichen Effekt ergibt.

## Aufbau und Form
Das Werk besteht aus drei Teilen, wobei der erste nochmals in drei, der zweite und dritte Teil in jeweils zwei Unterabschnitte untergliedert sind. Das Werk hat eine Aufführungsdauer von ungefähr 30 Minuten.
Teil 1: I Let me tell you how it was II O but memory is not one but many III There was a time I remember
Teil 2: IV Let me tell you how it is V Now I do not mind
Teil 3:  VI I know you are there VII I will go out now

## Instrumentierung
Das Werk ist für Solosopran und großes Orchester komponiert.
Holzbläser: 3 Flöten, 2 Oboen, 1 Englischhorn, 2 Klarinetten, 1 Bassklarinette, 2 Fagotte, 1 Kontrafagott
Blechbläser: 4 Hörner, 2 Trompeten, 2 Posaunen, 1 Bassposaune
Schlagzeug: Pauken, 3 Perkussionisten,  Celesta
Saiteninstrumente: Harfe, Violine I, Violine II, Viola, Violoncello, Kontrabass

## Uraufführung
Die Uraufführung fand am 20. Dezember 2013 in der Berliner Philharmonie statt. Es spielten die Berliner Philharmoniker unter Andris Nelsons. Die Solistin der Uraufführung war die kanadische Sopranistin und Dirigentin Barbara Hannigan, die bis Ende 2018 die Exklusivauftrittsrechte besaß.

## Aufführungen
- Amerikanische Erstaufführung in der Carnegie Hall, New York City: Barbara Hannigan, Ltg.: Franz Welser-Möst
- 26. August 2016 in Birmingham: Barbara Hannigan, Birmingham Symphony Orchestra, Ltg.: Mirga Gražinytė-Tyla

## Rezeption und Auszeichnungen
2016 erhielt Hans Abrahamsen für das Werk den Gravemeyer Award. The Guardian wählte das Werk am 12. September 2019 zum besten  Werk klassischer Musik des 21. Jahrhunderts (best classical music work of the 21st century).

## Notenausgabe
Publiziert wurde das Werk in der Edition Wilhelm Hansen in Kopenhagen, ISBN 978-8-75982-644-7.

## Einspielungen
- Barbara Hannigan, Sopran. Sinfonieorchester des Bayerischen Rundfunks. Ltg.: Andris Nelsons. Winter & Winter. Veröffentlicht am 8. Januar 2016